# Hoochie Coochie
Als Hoochie Coochie (auch als Hoochy Coochy, Hoochy Koochy oder Hoochie Koochie auftretend) bezeichnet man eine erotische Tanzform in den Vereinigten Staaten, die wahrscheinlich um 1870 aufkam und dem Bauchtanz aus dem arabischen und türkischen Raum nachempfunden war.

## Kleidung und Auftritt
Charakteristisch für eine Hoochie-Coochie-Tänzerin waren ein kurzer Rock, eine entblößte Taille, eng anliegende Brustbänder und die Verwendung verschiedener Schleier. Der Körper war aufwändig mit Schmuck bestückt und mit Glöckchen und kleinen Zimbeln behängt. Die Tänzerinnen traten vor allem in sogenannten ‚Salons‘ auf, Bars mit Varieté-Programmen, Vaudeville und Burlesque Shows, in denen sie schnell zu einer beliebten Form der Unterhaltung wurden. Wegen seiner erotischen, körperbetonten Ausdrucksweise (im Englischen auch als ‚muscle dance‘ bezeichnet) erregte der Hoochie Coochie Aufsehen bei öffentlichen Ausstellungen und Messen und wurde bald Angriffsziel von Moralhütern.

## Geschichte
Die vielleicht erste öffentliche Hoochie-Coochie-Aufführung fand während der Philadelphia Centennial Fair im Jahr 1876 statt. Die Tänzerin Farida Mazar verursachte einen landesweiten Aufruhr im Jahre 1893 mit ihrer erotisch tänzerischen Inszenierung der „Straßen von Kairo“ während der Chicagoer Weltausstellung (Columbian Exhibition). Sie wurde hierfür von dem Promoter Sol Bloom engagiert. Bereits in den 30er und 40er Jahren scheint der Hoochie Coochie in seiner spontanen ursprünglichen Form nicht mehr zu existieren.

### Situation in San Francisco
Herbert Asburys (1933) Beschreibung eines von Armut und Verbrechen geprägten Viertels in San Francisco im späten 19. und frühen 20. Jahrhunderts erwähnt auch Tanzbühnen, auf denen Hoochie Coochie aufgeführt wurde:

“The pièce de résistance of a Barbary Coast variety program was the lewd cavorting of a hoochy-coochy artiste, or the Dance of the Seven Veils as interpreted by a fat and clumsy Salome dancer, who simply wiggled a muscle dance to semi-classical music. Occasionally a few of the veils were omitted, and the dancer squirmed and twisted in very scanty raiment indeed. For some curious reason, perhaps to show that her strength and agility were not confined entirely to her abdominal muscles, the Salome dancer almost invariably concluded her performance by gripping a chair between her teeth and swinging it about her head. The variety shows, particularly those which included hoochy-coochy or Salome dancing, were very well liked, but it is doubtful if they alone could have made the Barbary Coast the extraordinarily popular place that it became during the last ten years of its existence.”